# Seznam chráněných území v Praze
Toto je seznam chráněných území v Praze aktuální k roku 2016, ve kterém jsou uvedena chráněná území v oblasti hlavního města Prahy. Na území hlavního města Prahy je vyhlášeno celkem 93 maloplošných chráněných území, z toho 69 přírodních památek, 16 přírodních rezervací a 8 národních přírodních památek. Ty zaujímají plochu 2200 ha, tedy 4 % z celkové rozlohy města. Na území města je vyhlášeno také 11 přírodních parků, které se rozkládají na cca 20 % rozlohy města.

| Kód  | Obrázek                                                                                      | Typ  | Název                         | Rozloha (ha) | Galerie Commons                                                                | Obvod (umístění)                             | Popis území | Souřadnice                       |
| ---- | -------------------------------------------------------------------------------------------- | ---- | ----------------------------- | ------------ | ------------------------------------------------------------------------------ | -------------------------------------------- | --- | -------------------------------- |
| 754  | PP Baba, pohled přes Vltavu na Bohnice                                                       | PP   | Baba                          | 7,33         | Kategorie „Baba (Dejvice)“ na Wikimedia Commons                                | Praha 6 (Dejvice)                            | Skály na levém břehu kaňonovitého údolí Vltavy s výchozy proterozoických břidlic a významnými společenstvy skal a teplomilné skalní stepi s výskytem chráněných a ohrožených druhů.                                                                       | 50°7′14″ s. š., 14°23′26″ v. d.  |
| 752  | Pamětní deska na Barrandově skále                                                            | NPP  | Barrandovské skály            | 11,57        | Kategorie „Barrandovské skály“ na Wikimedia Commons                            | Praha 5 (Hlubočepy)                          | Mezinárodně významný geologický profil od spodního siluru po nejvyšší část spodního devonu. | 50°2′6″ s. š., 14°24′7″ v. d.    |
| 2407 | Bažantnice v Satalicích                                                                      | PP   | Bažantnice v Satalicích       | 15,18        | Kategorie „Bažantnice v Satalicích“ na Wikimedia Commons                       | Praha 9 (Satalice)                           | Ochrana porostu, ptactva a drobného živočišstva. | 50°7′42″ s. š., 14°34′35″ v. d.  |
| 1110 | Holešovický železniční most s navazujícím tunelem pod Bílou skalou, dlouhým 331 m.           | PP   | Bílá skála                    | 7,65         | Kategorie „Bílá skála (Praha)“ na Wikimedia Commons                            | Praha 8 (Libeň)                              | Významný krajinný prvek skalnatého údolí Vltavy, stratotyp libeňského souvrství, opěrný profil letenským souvrstvím, výskyt význačných druhů organismů.                                                                                                   | 50°6′53″ s. š., 14°27′18″ v. d.  |
| 762  | Stráň se skalními společenstvy                                                               | PP   | Bohnické údolí                | 4,59         | Kategorie „Bohnické údolí“ na Wikimedia Commons                                | Praha 8 (Bohnice)                            | Skalnaté svahy v údolí Bohnického potoka se společenstvy skal a teplomilných křovin s výskytem chráněných a ohrožených druhů. | 50°7′55″ s. š., 14°24′2″ v. d.   |
|      | Přírodní park Botič-Milíčov v dolní části Křeslic                                            | PřP  | Botič-Milíčov                 | 824,00       | Kategorie „Nature park Botič–Milíčov“ na Wikimedia Commons                     | Praha 4 Praha 10                             | | 50°1′19″ s. š., 14°32′22″ v. d.  |
| 2428 | Branické skály                                                                               | PP   | Branické skály                | 9,08         | Kategorie „Branické skály“ na Wikimedia Commons                                | Praha 4 (Braník)                             | Bývalý lom a sousední vrchy. | 50°2′34″ s. š., 14°24′48″ v. d.  |
| 1122 | Cihelna v Bažantnici                                                                         | PP   | Cihelna v Bažantnici          | 4,38         | Kategorie „Cihelna v Bažantnici“ na Wikimedia Commons                          | Praha 9 (Hloubětín)                          | Opěrný geologický profil ke stratotypu peruckých a korycanských vrstev, odkryv svrchnokřídových jílovců s bohatou fosilní florou. | 50°6′44″ s. š., 14°31′59″ v. d.  |
| 1121 | Svahy na Cikánce I                                                                           | NPP  | Cikánka I                     | 4,55         | Kategorie „Cikánka I“ na Wikimedia Commons                                     | Praha 5 (Radotín)                            | Skalnatý vápencový výchoz se společenstvem skalní stepi. | 50°0′2″ s. š., 14°18′56″ v. d.   |
| 2091 | Cikánka II                                                                                   | PP   | Cikánka II                    | 0,10         | Kategorie „Cikánka II (natural monument)“ na Wikimedia Commons                 | Praha 5 (Radotín)                            | Opěrný statigrafický profil stupně lochkov-prag (devon), významné paleontologické naleziště. | 50°0′13″ s. š., 14°19′34″ v. d.  |
| 1117 | Přírodní památka Ctirad                                                                      | PP   | Ctirad                        | 6,44         | Kategorie „Ctirad (Prague)“ na Wikimedia Commons                               | Praha 5 (Radlice, Smíchov)                   | Opěrný geologický profil motolským až přídolským souvrstvím, pražským souvrstvím, naleziště řady druhů fosilních organismů. | 50°3′4″ s. š., 14°24′ v. d.      |
| 736  | část PR Cyrilov na okraji klánovického katastru, poblíž lesního dětského hřiště U Koupaliště | PR   | Cyrilov                       | 172,82       | Kategorie „Cyrilov (nature reserve)“ na Wikimedia Commons                      | Praha 9 (Klánovice, Újezd nad Lesy)          | Bezkolencové a bikové doubravy, výskyt variabilních populací bříz, lužního ekotypu habru, starých dubů a borovic | 50°5′35″ s. š., 14°42′0″ v. d.   |
| 2449 | Nejpůsobivější částí Černých roklí je skalní stěna V sudech                                  | NPP  | Černé rokle                   | 13,26        | Kategorie „Černé rokle“ na Wikimedia Commons                                   | Praha 5 (Radotín)                            | Jedinečné odkryté hraniční vrstvy mezi silurem a devonem. | 49°59′26″ s. š., 14°20′21″ v. d. |
| 22   | Přírodní památka Lom na Kobyle                                                               | CHKO | Český kras                    | 13 200       | Kategorie „Český kras“ na Wikimedia Commons                                    | Praha 5 (Radotín)                            | Zasahuje ze Středočeského kraje na území Prahy (městské části Praha 16 (Radotín) a Praha-Řeporyje). V její pražské části se nacházejí PR Staňkovka, PR Klapice, část NPP Černé rokle, PP Hvížďalka, PR Radotínské údolí, část PP Zmrzlík.                 | 49°56′27″ s. š., 14°9′44″ v. d.  |
| 2470 | Čimické údolí                                                                                | PP   | Čimické údolí                 | 10,82        | Kategorie „Čimické údolí“ na Wikimedia Commons                                 | Praha 8                                      | Přirozené údolíčko s charakteristickými skalními ostrohy a s výskytem chráněných druhů rostlin na zbytcích skalních stepí. Zároveň jde i o význačný krajinný prvek.                                                                                       | 50°8′27″ s. š., 14°25′7″ v. d.   |
| 743  | Dalejský profil                                                                              | NPP  | Dalejský profil               | 23,78        | Kategorie „Dalejský profil“ na Wikimedia Commons                               | Praha 5 (Řeporyje, Holyně)                   | Svahy na levém břehu Dalejského potoka, klasický geologický profil ordovikem, silurem a spodním devonem. | 50°1′57″ s. š., 14°19′56″ v. d.  |
| 2478 | Divoká Šárka                                                                                 | PR   | Divoká Šárka                  | 25,35        | Kategorie „Divoká Šárka“ na Wikimedia Commons                                  | Praha 6 (Liboc)                              | Epigeneticky vzniklé skalní soutěsky v buližníku a význačná společenstva rostlin a živočichů. | 50°5′57″ s. š., 14°19′14″ v. d.  |
| 755  | Dolní Šárka                                                                                  | PP   | Dolní Šárka                   | 6,05         | Kategorie „Dolní Šárka“ na Wikimedia Commons                                   | Praha 6 (Dejvice)                            | Výchozy proterozoických hornin v zaříznutém údolí Šáreckého potoka se společenstvy skal a teplomilné skalní stepi s výskytem chráněných a ohrožených druhů.                                                                                               | 50°7′12″ s. š., 14°23′1″ v. d.   |
|      | Přírodní park Drahaň-Troja                                                                   | PřP  | Drahaň-Troja                  | 578,8        | Kategorie „Nature park Drahaň-Troja“ na Wikimedia Commons                      | Praha 7 Praha 8                              | | 50°8′24″ s. š., 14°24′36″ v. d.  |
| 6126 | Severozápadní cíp PP Dvorecké stráně pod vilou Hláska                                        | PP   | Dvorecké stráně               | 3,8885       | Kategorie „Dvorecké stráně“ na Wikimedia Commons                               | Praha 4 (Podolí)                             | Stepní fauna bezobratlých, vázaná na homogenní teplomilná společenstva cévnatých rostlin | 50°2′49″ s. š., 14°25′15″ v. d.  |
| 759  | Havránka                                                                                     | PP   | Havránka                      | 4,20         | Kategorie „Havránka“ na Wikimedia Commons                                      | Praha 7 (Troja)                              | Společenstva vřesovišť a teplomilných pastvin na výchozech proterozoických hornin | 50°7′19″ s. š., 14°25′19″ v. d.  |
| 741  | Přírodní rezervace Homolka                                                                   | PR   | Homolka                       | 13,43        | Kategorie „Homolka (nature reserve, Prague)“ na Wikimedia Commons              | Praha 5 (Velká Chuchle)                      | Členité skalnaté stráně se 3 otevřenými lomovými stěnami. | 50°0′55″ s. š., 14°22′37″ v. d.  |
|      | Cesta skrze přírodní park                                                                    | PřP  | Hostivař-Záběhlice            | 423,00       | Kategorie „Nature park Hostivař-Záběhlice“ na Wikimedia Commons                | Praha 10                                     | | 50°2′51″ s. š., 14°30′26″ v. d.  |
| 747  | Přírodní památka Housle                                                                      | PP   | Housle                        | 3,82         | Kategorie „Housle (Lysolaje)“ na Wikimedia Commons                             | Praha 6 (Lysolaje)                           | Erozní rokle s významným geologickým profilem s vrchnokřídovými mořskými usazeninami v nadloží proterozoických hornin. | 50°7′32″ s. š., 14°21′36″ v. d.  |
| 1098 | Hrnčířský rybník                                                                             | PP   | Hrnčířské louky               | 29,50        | Kategorie „Hrnčířské louky“ na Wikimedia Commons                               | Praha 4 (Šeberov)                            | Komplex luk a rybníků v pramenné oblasti, hnízdiště ptactva | 50°0′25″ s. š., 14°30′44″ v. d.  |
| 1111 | Pohled na skalní výchoz na lokalitě                                                          | PP   | Hvížďalka                     | 1,31         | Kategorie „Hvížďalka (natural monument)“ na Wikimedia Commons                  | Praha 5 (Radotín)                            | Opěrný geologický profil hranice ludlow-přídol, „reference section“ k mezinárodnímu stratotypu této hranice v ČR, naleziště zkamenělin. | 49°59′43″ s. š., 14°20′ v. d.    |
| 739  | Cholupická bažantnice                                                                        | PP   | Cholupická bažantnice         | 13,78        | Kategorie „Cholupická bažantnice“ na Wikimedia Commons                         | Praha 4 (Cholupice)                          | Přirozené lesní společenstvo střemchové jaseniny na prameništi, habrová doubrava s výstavky dubu a lípy. | 49°58′57″ s. š., 14°27′32″ v. d. |
| 746  | Přírodní rezervace Chuchelský háj                                                            | PR   | Chuchelský háj                | 19,78        | Kategorie „Chuchelský háj“ na Wikimedia Commons                                | Praha 5 (Malá Chuchle, Velká Chuchle)        | Cenný soubor přirozených lesních společenstev. | 50°1′13″ s. š., 14°23′9″ v. d.   |
| 1113 | Chvalský lom                                                                                 | PP   | Chvalský lom                  | 2,02         | Kategorie „Chvalský lom“ na Wikimedia Commons                                  | Praha 9 (Horní Počernice)                    | Opěrný geologický profil v perucko-korycanských vrstvách cenomanu (svrchní křída). | 50°6′44″ s. š., 14°35′24″ v. d.  |
| 137  | Jabloňka                                                                                     | PP   | Jabloňka                      | 1,26         | Kategorie „Jabloňka“ na Wikimedia Commons                                      | Praha 8 (Libeň)                              | Skalní útvar jako význačný geologický a krajinný prvek. | 50°6′55″ s. š., 14°26′21″ v. d.  |
| 142  | Skalní suk Jenerálka                                                                         | PP   | Jenerálka                     | 1,51         | Kategorie „Jenerálka (natural monument)“ na Wikimedia Commons                  | Praha 6 (Vokovice)                           | Skalní suk jako význačný geologický a krajinný prvek s výskytem chráněných druhů rostlin. | 50°6′16″ s. š., 14°21′4″ v. d.   |
| 753  | Kalvárie v Motole                                                                            | PP   | Kalvárie v Motole             | 3,26         | Kategorie „Calvary in Motol“ na Wikimedia Commons                              | Praha 5 (Motol)                              | Výchozy bazaltových hornin a břidlic silurského stáří. | 50°4′17″ s. š., 14°18′18″ v. d.  |
|      | Klanovický les                                                                               | PřP  | Klánovice-Čihadla             | 907,70       | Kategorie „Přírodní park Klánovice - Čihadla“ na Wikimedia Commons             | Praha 9                                      | | 50°5′31″ s. š., 14°38′38″ v. d.  |
| 736  | Klanovický les                                                                               | PR   | Klánovický les                | 397,00       | Kategorie „Klánovický les“ na Wikimedia Commons                                | Praha 9                                      | Několik typů dubových lesů. | 50°5′7″ s. š., 14°41′8″ v. d.    |
| 1097 | Klapice                                                                                      | PR   | Klapice                       | 16,17        | Kategorie „Klapice“ na Wikimedia Commons                                       | Praha 5 (Radotín)                            | Jedinečný porost šípákové doubravy a skalní stepi na vápenci, výskyt chráněných druhů rostlin a živočichů, geologický profil v siluru. | 49°59′14″ s. š., 14°20′16″ v. d. |
| 5974 | PP Komořanské a modřanské tůně                                                               | PP   | Komořanské a modřanské tůně   | 12,87        | Kategorie „Komořanské a modřanské tůně“ na Wikimedia Commons                   | Praha 4 (Modřany. Komořany)                  | Vegetace typická pro eutrofní a mezotrofní stojaté vody | 49°59′26″ s. š., 14°24′5″ v. d.  |
|      | Přírodní park Košíře-Motol                                                                   | PřP  | Košíře-Motol                  | 354          | Kategorie „Nature park Košíře-Motol“ na Wikimedia Commons                      | Praha 5                                      | |                                  |
| 1118 | Stromovka na podzim                                                                          | PP   | Královská obora               | 104,55       | Kategorie „Stromovka“ na Wikimedia Commons                                     | Praha 7 (Bubeneč)                            | Úsek nivy Vltavy využívaný od 13. století jako královská obora. | 50°6′23″ s. š., 14°25′10″ v. d.  |
| 1120 | Přírodní památka Krňák                                                                       | PP   | Krňák                         | 26,56        | Kategorie „Krňov“ na Wikimedia Commons                                         | Praha 5 (Zbraslav)                           | Tůň bývalého ramene Berounky, lužní les a mokřady, tůň a pobřeží Vltavy. | 49°58′50″ s. š., 14°23′47″ v. d. |
| 748  | Přílivová kapsa v západní stěně lomu. Výrazný je 2 metrový ohlazený balvan.                  | PP   | Ládví                         | 0,66         | Kategorie „Natural monument Ládví“ na Wikimedia Commons                        | Praha 8 (Ďáblice)                            | Geologické profily v opuštěném buližníkovém lomu se zachovalými usazeninami svrchnokřídového moře vzniklými v příbojové zóně. | 50°8′14″ s. š., 14°27′50″ v. d.  |
| 1115 | Letenský profil                                                                              | PP   | Letenský profil               | 0,44         | Kategorie „Letenský profil“ na Wikimedia Commons                               | Praha 7 (Holešovice) Praha 1 (Hradčany)      | Výchozy letenského souvrství (stupeň beroun, ordovik), s hojnou fosilní faunou. | 50°5′38″ s. š., 14°24′47″ v. d.  |
| 1102 | Lítožnice                                                                                    | PP   | Lítožnice                     | 27,99        | Kategorie „Lítožnice“ na Wikimedia Commons                                     | Praha 10 (Dubeč)                             | Soustava rybníků a přilehlých luk, svahy údolí Říčanského potoka, hnízdiště ptactva, významný krajinářský prvek. | 50°4′7″ s. š., 14°36′36″ v. d.   |
| 1103 | Lochkovský profil                                                                            | NPP  | Lochkovský profil             | 39,14        | Kategorie „Lochkovský profil“ na Wikimedia Commons                             | Praha 5 (Lochkov, Radotín)                   | Opěrný geologický profil k mezinárodnímu stratotypu hranice ludlow-přídol, opěrný profil k mezinárodnímu stratotypu hranice silur-devon. | 49°59′58″ s. š., 14°20′5″ v. d.  |
| 239  | Meandry Botiče                                                                               | PP   | Meandry Botiče                | 6,70         | Kategorie „Meandry Botiče“ na Wikimedia Commons                                | Praha 10 (Hostivař, Záběhlice)               | Přirozený meandrovitý tok potoka s břehovými porosty. | 50°2′59″ s. š., 14°31′50″ v. d.  |
| 1114 | Miličovský rybník                                                                            | PP   | Milíčovský les a rybníky      | 81,97        | Kategorie „Milíčovský les a rybníky“ na Wikimedia Commons                      | Praha 4 (Újezd u Průhonic)                   | Soubor přirozených doubrav, olšin, vlhkých luk a rybníků, významná společenstva rostlin a biotop chráněných živočichů (bezobratlých, obojživelníků, savců, ptáků), charakteristický úsek krajiny Průhonické plošiny.                                      | 50°1′15″ s. š., 14°32′15″ v. d.  |
| 1094 | Modřanská rokle                                                                              | PP   | Modřanská rokle               | 124,88       | Kategorie „Modřanská rokle“ na Wikimedia Commons                               | Praha 4 (Cholupice)                          | Erozní zářez Libušského potoka s geologickým profilem v proterozoiku a ordoviku a s výchozem proterozoických slepenců, přirozená údolní potoční niva, krajinářsky významný celek.                                                                         | 50°0′6″ s. š., 14°26′35″ v. d.   |
|      | Modřanská rokle-Cholupice                                                                    | PřP  | Modřanská rokle-Cholupice     |              | Kategorie „Nature park Modřanská rokle - Cholupice“ na Wikimedia Commons       | Praha 4                                      | |                                  |
| 1210 | Motolský ordovik                                                                             | PP   | Motolský ordovik              | 0,20         | Kategorie „Motolský ordovik“ na Wikimedia Commons                              | Praha 5 (Motol)                              | Význačný geologický profil zářezu železniční tratě Praha – Slaný, v zářezu jsou odkryvy vrstvy na rozhraní stupňů dobrotiv – beroun (ordovik), bohaté paleontologické naleziště.                                                                          | 50°3′43″ s. š., 14°19′51″ v. d.  |
| 1095 | Přírodní rezervace Mýto                                                                      | PR   | Mýto                          | 0,54         | Kategorie „Mýto (Nedvězí)“ na Wikimedia Commons                                | Praha 10 (Nedvězí u Říčan)                   | Údolí Rokytky s přirozeně zalesněnými svahy a údolními loukami, krajinářsky významný celek. | 50°0′47″ s. š., 14°39′38″ v. d.  |
| 271  | Přírodní památka Nad mlýnem                                                                  | PP   | Nad mlýnem                    | 3,91         | Kategorie „Nad Mlýnem“ na Wikimedia Commons                                    | Praha 6 (Dejvice)                            | Skalní ostroh se zbytky skalních stepí a lesostepí s chráněnými druhy rostlin. | 50°6′46″ s. š., 14°22′3″ v. d.   |
| 1116 | Nad závodištěm při pohledu na dostihovou dráhu                                               | PP   | Nad závodištěm                | 22,28        | Kategorie „Nad závodištěm“ na Wikimedia Commons                                | Praha 5 (Velká Chuchle)                      | Odkryvy svrchním ordovikem a spodním silurem (kosovské, královodvorské a bohdalecké souvrství). | 50°0′16″ s. š., 14°22′59″ v. d.  |
| 1211 | Obora Hvězda                                                                                 | PP   | Obora Hvězda                  | 84,15        | Kategorie „Obora Hvězda“ na Wikimedia Commons                                  | Praha 6 (Liboc)                              | Lesní porosty přirozeného charakteru (habrové doubravy, bikové doubravy, bikové bučiny), významná ornitologická lokalita. | 50°4′57″ s. š., 14°19′49″ v. d.  |
| 751  | Obora v Uhříněvsi                                                                            | PP   | Obora v Uhříněvsi             | 34,85        | Kategorie „Obora v Uhříněvsi“ na Wikimedia Commons                             | Praha 10 (Uhříněves)                         | Cenný soubor přirozených lesních společenstev (habrová doubrav, střemchová jasanina) se starými duby a bohatých bylinným a keřovým patrem. | 50°2′10″ s. š., 14°36′3″ v. d.   |
| 749  | Okrouhlík                                                                                    | PP   | Okrouhlík                     | 0,58         | Kategorie „Okrouhlík (natural monument)“ na Wikimedia Commons                  | Praha 8 (Libeň)                              | Výchozy svrchnokřídových pískovců, na jejich písčitém rozpadu typická teplomilná společenstva rostlin a hmyzu. | 50°7′19″ s. š., 14°27′51″ v. d.  |
| 1109 | Opukový lom                                                                                  | PP   | Opukový lom u Přední Kopaniny | 4,13         | Kategorie „Opukový lom u Přední Kopaniny“ na Wikimedia Commons                 | Praha 6 (Přední Kopanina)                    | Odkryv bělohorských opuk, vyhodnocený profil hranicí cenoman – spodní turon. | 50°6′53″ s. š., 14°17′27″ v. d.  |
| 633  | Orthocerový lůmek                                                                            | PP   | Orthocerový lůmek             | 0,52         | Kategorie „Orthocerový lůmek“ na Wikimedia Commons                             | Praha 5 (Lochkov)                            | Ochrana výchozu kopaninských vrstev silurských vápenců s typickou fosilní faunou. | 49°59′56″ s. š., 14°20′30″ v. d. |
| 1212 | Přírodní památka Pecka                                                                       | PP   | Pecka                         | 1,20         | Kategorie „PP Pecka“ na Wikimedia Commons                                      | Praha 6 (Bubeneč)                            | Opěrný geologický profil šáreckým a dobrotivským souvrstvím. | 50°6′30″ s. š., 14°24′19″ v. d.  |
| 1206 | Petřínské skalky                                                                             | PP   | Petřín                        | 10,55        | Kategorie „Petřínské skalky“ na Wikimedia Commons                              | Praha 1 (Malá Strana) Praha 5 (Smíchov)      | Vrcholový úsek Petřína s výchozy svrchnokřídových pískovců a opuk s lesními porosty (zakrslé doubravy, habrové doubravy) s význačnými lesními druhy rostlin a živočichů.                                                                                  | 50°5′ s. š., 14°23′52″ v. d.     |
| 312  | Pitkovická stráň                                                                             | PP   | Pitkovická stráň              | 0,55         | Kategorie „Pitkovická stráň“ na Wikimedia Commons                              | Praha 10 (Pitkovice)                         | Naleziště koniklece lučního načernalého | 50°1′29″ s. š., 14°34′22″ v. d.  |
| 1104 | Počernický rybník                                                                            | PP   | Počernický rybník             | 41,76        | Kategorie „Počernický rybník“ na Wikimedia Commons                             | Praha 9 (Dolní Počernice)                    | Rybník a přilehlá část zámeckého parku s rozsáhlými rákosinami a vrbinami, významné hnízdiště ptactva. | 50°5′7″ s. š., 14°35′12″ v. d.   |
| 1112 | Pod školou                                                                                   | PP   | Pod školou                    | 2,46         | Kategorie „Pod školou (natural monument, Hlubočepy)“ na Wikimedia Commons      | Praha 5 (Hlubočepy)                          | Odkryv geologického profilu třebotovským a chotečským souvrstvím ve stěně lomu, naleziště řady druhů fosilní fauny. | 50°2′23″ s. š., 14°24′0″ v. d.   |
| 327  | Pod Žvahovem                                                                                 | PP   | Pod Žvahovem                  | 0,50         | Kategorie „Pod Žvahovem (natural monument)“ na Wikimedia Commons               | Praha 5 (Hlubočepy)                          | Vápencový skalní útvar s původními společenstvy rostlin a živočichů, zároveň významný krajinný prvek. | 50°2′40″ s. š., 14°24′23″ v. d.  |
| 756  | Pohled na Podbabské skály od jihu                                                            | PP   | Podbabské skály               | 0,84         | Kategorie „Podbabské skály“ na Wikimedia Commons                               | Praha 6 (Sedlec)                             | Výchozy proterozoických hornin na levém břehu kaňonovitého údolí Vltavy, významná společenstva skal a skalní stepi s výskytem chráněných a ohrožených druhů.                                                                                              | 50°7′28″ s. š., 14°23′36″ v. d.  |
| 761  | Celkový pohled od jihu                                                                       | PR   | Podhoří                       | 8,45         | Kategorie „Podhoří (nature reserve)“ na Wikimedia Commons                      | Praha 8 (Bohnice, Troja)                     | Skály na pravém břehu kaňonovitého údolí Vltavy s výchozy proterozoických břidlic a žil vulkanických proterozoických hornin, bohatě vyvinutá teplomilná společenstva skal, skalních stepí, křovin a jejich lemů s výskytem chráněných a ohrožených druhů. | 50°7′53″ s. š., 14°24′8″ v. d.   |
| 1100 | Podolský profil na jaře                                                                      | PP   | Podolský profil               | 2,75         | Kategorie „Podolský profil“ na Wikimedia Commons                               | Praha 4 (Podolí)                             | Geologický profil hranicí silur-devon, s odkrytými souvrstvími přídolským, lochkovských, pražským; významné naleziště zkamenělin ve vápencích a vápnitých břidlicích.                                                                                     | 50°3′1″ s. š., 14°25′5″ v. d.    |
| 742  | Požáry                                                                                       | NPP  | Požáry                        | 3,50         | Kategorie „Požáry (national natural monument)“ na Wikimedia Commons            | Praha 5 (Řeporyje)                           | Zářez cesty k lomu a opuštěný lom, kde je zachycen geologický profil mezinárodního významu (mezinárodní stratotyp pro hranici ludlow-přídol). | 50°1′43″ s. š., 14°19′29″ v. d.  |
| 5597 | Prameniště Blatovského potoka                                                                | PP   | Prameniště Blatovského potoka | 5,04         | Kategorie „Prameniště Blatovského potoka“ na Wikimedia Commons                 | Praha 9 (Klánovice)                          | Biotop pramenné oblasti Blatovského potoka, který je tvořen oligotrofní rašelinnou březinou s bohatými porosty rašeliníků, na něž je vázán výskyt vzácných druhů bezobratlých živočichů a hub.                                                            | 50°5′28″ s. š., 14°39′17″ v. d.  |
| 1124 | Pražský zlom                                                                                 | PP   | Pražský zlom                  | 0,36         | Kategorie „Pražský zlom“ na Wikimedia Commons                                  | Praha 9 (Hloubětín)                          | Odkryv zpřístupňující plochu pražského zlomu, významného tektonického jevu pražské pánve. | 50°6′10″ s. š., 14°32′ v. d.     |
|      | Prokopské údolí                                                                              | PřP  | Prokopské a Dalejské údolí    |              | Kategorie „Nature park Prokopské a Dalejské údolí“ na Wikimedia Commons        | Praha 5                                      | | 50°2′26″ s. š., 14°22′44″ v. d.  |
| 661  | Lomy u Hlubočep                                                                              | PR   | Prokopské údolí               | 170,93       | Kategorie „Prokopské údolí“ na Wikimedia Commons                               | Praha 5 (Jinonice, Hlubočepy)                | Ochrana geologicko-paleontologických hodnot charakteristických teplomilných společenstev flory a fauny tohoto území. | 50°2′29″ s. š., 14°22′26″ v. d.  |
| 340  | Prosecké skály                                                                               | PP   | Prosecké skály                | 2,32         | Kategorie „Prosecké skály“ na Wikimedia Commons                                | Praha 9 (Prosek, Libeň)                      | Pískovcové skalní stěny s přirozenými i umělými jeskyněmi a se zbytky teplomilné květeny. | 50°7′ s. š., 14°29′10″ v. d.     |
| 1105 | Radotínské skály                                                                             | PP   | Radotínské skály              | 28,30        | Kategorie „Radotínské skály“ na Wikimedia Commons                              | Praha 5 (Lochkov, Radotín)                   | Odkrytý profil prvohorními usazeninami od nejvyššího ordoviku (kosovské souvrství), přes spodní silur, hranici silur-devon, hranici stupňů lochkov a prag a celým pražským souvrství, na výchozech společenstva skalní stepi.                             | 49°59′24″ s. š., 14°21′16″ v. d. |
| 358  | Radotínské údolí                                                                             | PR   | Radotínské údolí              | 130,00       | Kategorie „Radotínské údolí“ na Wikimedia Commons                              | Praha 5 (Radotín, Zadní Kopanina)            | Ochrana významných rostlinných a živočišných společenstev stepí a lesostepí na devonských vápencích. | 50°0′8″ s. š., 14°19′7″ v. d.    |
|      | Chuchelský háj                                                                               | PřP  | Radotínsko-Chuchelský háj     |              | Kategorie „Přírodní park Radotínsko-Chuchelský háj“ na Wikimedia Commons       | Praha 5                                      | |                                  |
| 1123 | Mohutné lavice Řevnického křemence ordoviku v lomu Rohožník                                  | PP   | Rohožník - lom v Dubči        | 3,45         | Kategorie „Rohožník (Dubeč)“ na Wikimedia Commons                              | Praha 10 (Dubeč)                             | Křemencový výchoz otevřený dvěma lomy, ve stěně lomu zřetelné horizontální rýhování, významný krajinářský prvek. | 50°3′21″ s. š., 14°34′59″ v. d.  |
|      | Přírodní park v oblasti chráněného území Mýto                                                | PřP  | Rokytka                       | 136,50       | Kategorie „Přírodní park Rokytka“ na Wikimedia Commons                         | Praha 10 (Nedvězí u Říčan, Královice)        | | 50°3′33″ s. š., 14°37′57″ v. d.  |
|      | Přírodní park Říčanka                                                                        | PřP  | Říčanka                       |              | Kategorie „Přírodní park Říčanka“ na Wikimedia Commons                         | Praha 10                                     | |                                  |
| 758  | Salabka                                                                                      | PP   | Salabka                       | 0,85         | Kategorie „Salabka (natural monument)“ na Wikimedia Commons                    | Praha 8 (Troja)                              | Společenstva vřesoviště a teplomilné pastviny na výchozech proterozoických hornin. | 50°7′15″ s. š., 14°24′47″ v. d.  |
| 757  | Sedlecké skály                                                                               | PP   | Sedlecké skály                | 7,48         | Kategorie „Sedlecké skály“ na Wikimedia Commons                                | Praha 6 (Sedlec, Suchdol)                    | Výchozy proterozoických hornin na levém břehu kaňonovitého údolí Vltavy, významná společenstva skal, teplomilné skalní stepi s křoviny s výskytem chráněných a ohrožených druhů.                                                                          | 50°8′17″ s. š., 14°23′25″ v. d.  |
| 387  | Skalka                                                                                       | PP   | Skalka                        | 9,00         | Kategorie „Skalka (Smíchov)“ na Wikimedia Commons                              | Praha 5 (Smíchov)                            | Význačný geologický a krajinný prvek, převážně přirozeně zalesněný. | 50°4′17″ s. š., 14°21′48″ v. d.  |
| 5975 | PP Skály v zoologické zahradě ze stezky Zakázanka                                            | PP   | Skály v zoologické zahradě    | 1,7614       | Kategorie „Skály v zoologické zahradě (natural monument)“ na Wikimedia Commons | Praha 7 (Troja)                              | Odkryv transgresních sedimentů ordoviku na zvrásněných proterozoických vrstvách ve starém nárazovém břehu Vltavy s výskytem chráněných a ohrožených druhů rostlin a živočichů                                                                             | 50°7′2″ s. š., 14°24′15″ v. d.   |
| 1096 | Slavičí údolí                                                                                | PR   | Slavičí údolí                 | 38,30        | Kategorie „Slavičí údolí“ na Wikimedia Commons                                 | Praha 5 (Radotín, Lochkov)                   | Údolí s přirozenými společenstvy teplomilné doubravy a habrové doubravy, údolní prameniště a louky, naleziště zkamenělin. | 49°59′44″ s. š., 14°21′18″ v. d. |
|      | Smetanka                                                                                     | PřP  | Smetanka                      |              | Kategorie „Přírodní park Smetanka“ na Wikimedia Commons                        | Praha 9                                      | | 50°5′52″ s. š., 14°31′56″ v. d.  |
| 1099 | Staňkova                                                                                     | PR   | Staňkovka                     | 44,47        | Kategorie „Staňkovka“ na Wikimedia Commons                                     | Praha 5 (Radotín)                            | Tolitová doubrava na svazích údolí Berounky, významný krajinný prvek. | 49°58′30″ s. š., 14°20′3″ v. d.  |
| 419  | Střešovičké skály                                                                            | PP   | Střešovické skály             | 2,51         | Kategorie „Střešovické skály“ na Wikimedia Commons                             | Praha 6 (Střešovice, Veleslavín)             | Pískovcové skály s přirozenými jeskyněmi a puklinami, geologicky i krajinářsky významné. | 50°5′31″ s. š., 14°22′8″ v. d.   |
| 738  | Přírodní rezervace Šance                                                                     | PR   | Šance                         | 116,81       | Kategorie „Šance (Točná)“ na Wikimedia Commons                                 | Praha 4 (Točná, Komořany) Praha 5 (Zbraslav) | Skalnaté svahy v údolí Břežanského potoka s významným geologickým profilem. | 49°58′10″ s. š., 14°24′44″ v. d. |
|      | Přírodní park Šárka-Lysolaje                                                                 | PřP  | Šárka-Lysolaje                | 1 005        | Kategorie „PřP Šárka-Lysolaje“ na Wikimedia Commons                            | Praha 6                                      | | 50°6′38″ s. š., 14°21′5″ v. d.   |
| 760  | Trojská                                                                                      | PP   | Trojská                       | 1,28         | Kategorie „Trojská (natural monument)“ na Wikimedia Commons                    | Praha 8 (Troja)                              | Společenstva teplomilných pastvin a křovin na výchozech břidlic šáreckého souvrství (spodní ordovik) s výskytem vzácných druhů hmyzu. | 50°7′15″ s. š., 14°26′13″ v. d.  |
| 1101 | U Branického pivovaru                                                                        | PP   | U Branického pivovaru         | 0,55         | Kategorie „U Branického pivovaru“ na Wikimedia Commons                         | Praha 4 (Braník)                             | Výchozy graptolitových břidlic motolského souvrství v nadloží a podloží bazaltové intruze, unikátní naleziště fauny tohoto období, na bazaltech stanoviště společenstva skalní stepi.                                                                     | 50°1′35″ s. š., 14°24′24″ v. d.  |
| 740  | U Hájů                                                                                       | PP   | U Hájů                        | 6,63         | Kategorie „U Hájů“ na Wikimedia Commons                                        | Praha 5 (Stodůlky)                           | Mokřadní luční společenstva na výstupech vápnitých pramenů, výskyt chráněných a ohrožených druhů, biková doubrava na přilehlých pískovcích. | 50°3′36″ s. š., 14°19′14″ v. d.  |
| 745  | Krajina nad údolím Dalejského potoka                                                         | NPP  | U Nového mlýna                | 12,70        | Kategorie „U Nového mlýna“ na Wikimedia Commons                                | Praha 5 (Hlubočepy, Holyně)                  | Svahy na pravém břehu Dalejského potoka, mezinárodně významné geologické profily. | 50°2′2″ s. š., 14°21′14″ v. d.   |
| 1108 | U Závisti                                                                                    | PP   | U Závisti                     | 0,71         | Kategorie „U Závisti“ na Wikimedia Commons                                     | Praha 5 (Zbraslav)                           | Odkryv letenského souvrství ordoviku. | 49°59′23″ s. š., 14°24′3″ v. d.  |
| 1041 | Údolí Kunratického potoka                                                                    | PP   | Údolí Kunratického potoka     | 151,50       | Kategorie „Údolí Kunratického potoka“ na Wikimedia Commons                     | Praha 4 (Michle, Kunratice)                  | Svahy a údolní niva Kunratického potoka, soubor lesních společenstev. | 50°1′30″ s. š., 14°28′5″ v. d.   |
| 1093 | Údolí Únětického potoka                                                                      | PR   | Údolí Únětického potoka       | 62,13        | Kategorie „Údolí Únětického potoka“ na Wikimedia Commons                       | Praha 6 (Suchdol)                            | Skalnaté svahy a údolní niva Únětického potoka včetně buližníkového suku Kozích hřbetů. | 50°8′45″ s. š., 14°21′58″ v. d.  |
| 1207 | V hrobech                                                                                    | PP   | V hrobech                     | 1,31         | Kategorie „V hrobech“ na Wikimedia Commons                                     | Praha 4 (Libuš)                              | Pastvina se vzácnými teplomilnými druhy rostlin a živočichů. | 50°0′34″ s. š., 14°26′42″ v. d.  |
| 1209 | V pískovně                                                                                   | PR   | V pískovně                    | 7,06         | Kategorie „V pískovně (nature reserve)“ na Wikimedia Commons                   | Praha 9 (Dolní Počernice)                    | Mokřadní společenstva v zatopené pískovně, údolní louky v povodí Rokytky, významné hnízdiště ptactva. | 50°5′38″ s. š., 14°34′17″ v. d.  |
| 494  | Velká skála                                                                                  | PP   | Velká skála                   | 1,80         | Kategorie „Velká skála (Troja)“ na Wikimedia Commons                           | Praha 7 (Troja)                              | Buližníkový skalní suk – význačný geologický a krajinný objekt. | 50°7′30″ s. š., 14°25′33″ v. d.  |
| 1107 | Vidoule                                                                                      | PP   | Vidoule                       | 6,69         | Kategorie „Vidoule“ na Wikimedia Commons                                       | Praha 5 (Jinonice)                           | Tabulová hora s odkryvy pískovců cenomanského stáří v lomech. | 50°3′32″ s. š., 14°21′46″ v. d.  |
| 750  | Vinořský park                                                                                | PR   | Vinořský park                 | 34,07        | Kategorie „Vinořský park“ na Wikimedia Commons                                 | Praha 9 (Vinoř)                              | Výchozy svrchnokřídových pískovců lemující krajinářsky významné údolí se starými dubovými porosty a mokřadními olšinami na výstupech pramenů. | 50°8′17″ s. š., 14°35′ v. d.     |
| 1119 | Vizerka                                                                                      | PP   | Vizerka                       | 3,09         | Kategorie „Vizerka (natural monument)“ na Wikimedia Commons                    | Praha 6 (Dejvice)                            | Skalnaté a křovinaté svahy údolí Šáreckého potoka s teplomilnou květenou. | 50°7′30″ s. š., 14°25′33″ v. d.  |
| 737  | Xaverovský háj                                                                               | PP   | Xaverovský háj                | 97,23        | Kategorie „Xaverovský háj“ na Wikimedia Commons                                | Praha 9 (Běchovice, Dolní Počernice)         | Dubový les zastoupený v několik přirozených typech (lipová doubrava, biková doubrav, bezkolencová doubrava) s význačnými starými stromy. | 50°5′44″ s. š., 14°36′38″ v. d.  |
| 763  | Přírodní památka Zámky                                                                       | PP   | Zámky                         | 5,23         | Kategorie „Zámky (natural monument)“ na Wikimedia Commons                      | Praha 8 (Bohnice)                            | Pravý břeh kaňonovitého údolí Vltavy s výchozy proterozoických břidlic a žil vulkanických proterozoických hornin. | 50°8′43″ s. š., 14°24′11″ v. d.  |
| 532  | Skalní ostroh v PP Zlatnice                                                                  | PP   | Zlatnice                      | 3,28         | Kategorie „Zlatnice (přírodní památka)“ na Wikimedia Commons                   | Praha 6 (Dejvice)                            | Skalnatý ostroh s vřesovištěm s některými chráněnými druhy rostlin – význačný krajinný útvar. | 50°6′26″ s. š., 14°22′1″ v. d.   |
| 1125 | Celkový pohled na území PP Zmrzlík                                                           | PP   | Zmrzlík                       | 16,35        | Kategorie „Zmrzlík (natural monument)“ na Wikimedia Commons                    | Praha 5 (Radotín)                            | Terénní zářezy v pramenné oblasti Kopaninského potoka, geologické profily v kopaninském souvrství siluru. | 50°0′32″ s. š., 14°19′12″ v. d.  |
| 1106 | Geologický profil v zářezu trati 173                                                         | PP   | Železniční zářez              | 0,55         | Kategorie „Železniční zářez (Hlubočepy)“ na Wikimedia Commons                  | Praha 5 (Hlubočepy)                          | Opěrný geologický profil mezi chotečským a srbským souvrstvím devonu, klasické naleziště flóry a fauny J. Barrnada. | 50°2′23″ s. š., 14°23′43″ v. d.  |

## Zrušená chráněná území
| Kód  | Obrázek                                  | Typ | Název                   | Rozloha (ha) | Galerie Commons                                          | Obvod (umístění)              | Popis území                                                                                                 | Souřadnice                      |
| ---- | ---------------------------------------- | --- | ----------------------- | ------------ | -------------------------------------------------------- | ----------------------------- | --- | ------------------------------- |
| 744  | Červený lom                              | PP  | Opatřilka - Červený lom | 8,20         | Kategorie „Opatřilka - Červený lom“ na Wikimedia Commons | Praha 5 (Hlubočepy, Jinonice) | Svahy na levém břehu Dalejského potoka, klasický geologický profil s vrchním silurem až spodním devonem.    | 50°2′5″ s. š., 14°20′58″ v. d.  |
| 2317 | Národní přírodní památka Letiště Letňany | NPP | Letiště Letňany         | 75,17        | Kategorie „Letňany Airport“ na Wikimedia Commons         | Praha 9 (Letňany)             | Biotop a populace kriticky ohroženého druhu živočicha sysla obecného na travnaté ploše letiště v Letňanech. | 50°7′53″ s. š., 14°31′31″ v. d. |